# Marie Johanna Weiss
 Marie Johanna Weiss (* 21. September 1903 in Eugene (Kalifornien), Vereinigte Staaten; † 19. August 1952 in San Francisco) war eine US-amerikanische Mathematikerin und Hochschullehrerin. Sie erwarb 1927 als erste Frau an der Stanford University einen Doktorgrad in Mathematik.

## Leben und Werk
Weiss wurde als die jüngste Tochter von deutschen Auswanderern geboren und besuchte öffentliche Gymnasien in Stockton, Kalifornien, bevor sie 1921 an die Stanford University ging. 1924 war sie dort Assistentin im Unterricht in Mathematik. Sie wurde in die Ehrengesellschaft Phi Beta Kappa aufgenommen und schloss 1925 den Bachelor mit Auszeichnung in Mathematik ab. Im folgenden Jahr studierte sie am Radcliffe College, wo sie 1926 den Master-Abschluss erhielt. Als Universitätsstipendiatin kehrte sie nach Stanford zurück und lehrte Funktionstheorie. 1927 promovierte sie dort bei William Albert Manning mit der Dissertation: Primitive Groups Which Contain Substitutions of Prime Order p and of Degree 6p or 7p. Sie erhielt ein Stipendium des Nationalen Forschungsrats und studierte 1928 und 1929 an der University of Chicago. Von 1930 bis 1936 war sie als Assistenzprofessorin in der mathematischen Abteilung am H. Sophie Newcomb Memorial College der Tulane University in New Orleans, Louisiana, angestellt. 1934 und 1935 wurde sie beurlaubt, um am Bryn Mawr College als Emmy Noether-Stipendiatin zu forschen. Sie war neben Ruth Stauffer, Grace Shover Quinn und Olga Taussky-Todd eine von vier Doktoranden und Postgraduierten, die bei Emmy Noether studierten. Nach zwei Jahren als Assistenzprofessorin am Vassar College kehrte sie 1938 als Professorin an das H. Sophie Newcomb Memorial College zurück.

## Mitgliedschaften
- American Mathematical Society
- Phi Beta Kappa
- Mathematical Association of America
- Sigma Delta Epsilon
- American Association of University Women
- American Association of University Professors
- Sigma Xi

## Veröffentlichungen (Auswahl)
- 1928: Primitive groups which contain substitutions of prime order p and of degree 6p or 7p. Trans. Amer. Math. Soc. 30:333–59
- 1930: The limit of transitivity of a substitution group. Trans. Amer. Math. Soc. 32:262–83
- 1931: Review of Elementary Theory of Finite Groups, by L. C. Mathewson. Amer. Math. Monthly 38:279–80.
- 1934: On simply transitive primitive groups. Bull. Amer. Math. Soc. 40:401–405
- 1936: Fundamental systems of units in normal fields. Amer. J. Math. 58:249–54
- 1939: Algebra for the undergraduate. Amer. Math. Monthly 46:635–42
- 1940: Genius and youth in mathematics. Sigma Delta Epsilon Newsl. Presented to Sigma Delta Epsilon, Columbus, OH, 28 Dec 1939
- 1949: Higher Algebra for the Undergraduate. New York: John Wiley and Sons